# Connarus monocarpus
Connarus monocarpus là một loài thực vật có hoa trong họ Connaraceae. Loài này được L. mô tả khoa học đầu tiên năm 1753.